# Jean-Marie Pollet
Pour les articles homonymes, voir Pollet.
Jean Pollet est un architecte français, né le 30 mai 1795 à Lyon et mort dans cette même commune le 28 juin 1839 . Fils d'un commerçant et autodidacte il a parcouru la France, étudiant l’architecture gothique à une époque où celle-ci est plutôt méprisée. Il fut l’élève de Claude Cochet à l’école des beaux-arts de Lyon en 1818 et 1819. Il participa à l'architecture de l'Hôpital de la Charité de Lyon de 1826 à 1830.

## Biographie
Jean Pollet étudie à l'école des beaux-arts de Lyon, sous la direction de Claude Cochet, où il remporte notamment le premier prix. Peu après, il voyage à paris et dans plusieurs départements pour étudier l’architecture religieuse.
Ses restaurations à Lyon lui valent de nombreuses critiques et Joseph Bard, qui le connaissait bien, impute son incompétence et les faiblesses de son art à son éducation artistique. 
Jeune architecte, Pollet conduit notamment la restauration de Saint-Nizier entre 1825 et 1829. 
En 1828, il procéda, en tant qu’adjoint d'Antoine-Marie Chenavard à la reconstruction du Grand Théâtre.
À l’image de ses contemporains, Pollet est partagé entre le goût classique qu’il illustre à l’église Sainte-Madeleine de Tarare (Rhône) ou au portail de l’église Saint-Georges de Lyon et la conception d’édifices inspirés de l’architecture médiévale. 
Il voyage également en Italie et en Sicile.
À son retour en 1829, la ville de Lyon lui confie la restauration de l’église d’Ainay. 
En 1838, lors d’une communication au Congrès scientifique de France, Pollet se prononce en faveur de l’adoption du style roman dans les constructions contemporaines, dans une réponse équivoque, dissimulant à  peine la perplexité du maître d’œuvre face à la construction gothique.
Il fit partie du groupe d’architectes de Lyon qui formèrent en 1829 la Société académique d'architecture de Lyon. 
À sa mort, Pollet légua à la ville une collection d’objets et de tableaux.
Pollet vient de faire la preuve de sa compétence dans la restauration intérieure de l’église Saint-Nizier et s’est cultivé en faisant provision de modèles au cours d’un voyage en Italie et en Sicile. Ainay, qui est l’édifice le mieux conservé à Lyon de l’architecture du XIIe siècle, est alors considérée comme la reine byzantine des églises de Lyon…
Le projet de 1828 comprend le remplacement des deux annexes encadrant le clocher par des porches et l’établissement de deux chapelles : l’une dédiée à saint Joseph au nord terminée par un baptistère, l’autre à la Vierge au sud. Dans la chapelle et le baptistère au nord, Pollet intègre très judicieusement quantité de fragments de sculptures récupérées sur des monuments en cours de démantèlement telles l’abbaye de l’Île Barbe et l’église Saint-Pierre-le-Vieux, tout en « réveillant » le goût pour la peinture murale en faisant intervenir Pétrus Pollet.
Pour ses deux nouveaux porches, Pollet reste très soucieux de s’inspirer de l’existant. Il déplace de quelques mètres l’ancienne porte du cloître pour servir de portail nord, et en fait réaliser une copie au sud, tandis qu’au-dessus, il reproduit les baies cintrées à archivoltes développées du cocher. Il hésite, quant à l’achèvement des angles de ces deux parties, entre des pyramidions, des statues sur des piédestaux et des créneaux ornés de croix qui sont finalement préférés et que critique Prosper Mérimée. Les travaux sont achevés en juillet 1830.
Jean Pollet prétexte un état de détérioration « menaçant » pour corriger les parties gothiques ou postérieures et renforcer le caractère roman. En 1834, les voûtes lambrissées en carène de navire des nefs sont remplacées par des voûtes de briques en berceau soutenues par de minces doubleaux qui lui semblent plus en accord avec l’importance et la dignité du monument.
La réfection se poursuit : les baies ogivales de la nef sont remplacées en 1836 par des baies en plein cintre, de petites pilastres, une corniche et des statues sont ajoutés aux murs latéraux et la voûte est décorée par le peintre Déo de caissons de couleurs vives, inspirés des basiliques byzantines de Palerme et Montréale.
Le Conseil des bâtiments civils, en 1841, juge très sévèrement ces interventions et fait succéder à Pollet, qui est décédé, l’architecte Charles Questel avec mission de corriger les apports de Pollet.

### Travail à Lyon
Église de Ferney, consacrée le 8 novembre 1826. Dessine le maître d’hôtel de Brou, exécuté en 1826.
L’architecte Jean Pollet pourrait n’être qu’un bon exemple parmi ces lyonnais qui collectionnèrent en pionnier l’art du Moyen Âge et qui ont noms Revoil, Chalandon, Carrand, etc. toutefois, le restaurateur controversé des Églises d’Ainay et de St Nizier se distingue de ses compatriotes par la générosité qui lui a fait léguer ses collections au musée en 1839 et, du même coup, créer la salle des primitifs allemands.
À ses tableaux, Pollet avait joint meubles et objets d’art du Moyen Âge et de la Renaissance. Cet ensemble, qui devait rappeler le pittoresque logis de Du Sommerard à l’Hôtel de Cluny, Pollet avait exigé que le musée en maintint l’unité et la présentation, et il défendit ses vues avec la même liberté de ton qui amena la justice à interdire la publication de son testament : « j’ai toujours eu une aversion complète pour les arts en magasin. Les traiter ainsi, c’est le profaner, en faire des charniers. Les arts sont faits pour la décoration. Ma collection n’est à la lettre que la chambre d’un gentillâtre de goût. »
Le légataire ne fut pas entendu et il fallut attendre le siècle suivant pour voir le musée adopter, encore que de façon exceptionnelle, le modèle du musée d’atmosphère ou d’ambiance qui, aujourd’hui, inspire la présentation de la chambre de Mme Guimard.
L’architecte Jean Pollet, fils de commerçant et autodidacte, il ne cessa, sa vie durant, de parcourir la France, étudiant l’architecture gothique à une époque où ses confrères s’honoraient plutôt de la mépriser. Il restaura les églises lyonnaises d’Ainay de St Nizier, ainsi que plusieurs châteaux du Moyen Âge. Son enthousiasme pour cet art était démesuré : il proposa un jour un prix de 10 000 francs à celui qui lui ferait connaitre le nom de l’architecte de Saint Nizier, afin de lui élever un mausolée. Il légua à la ville sa collection d’objets d’art, de sculptures et surtout de peintures qui comprenaient 10 panneaux attribués au « maître de l’annonciation de Werdenberg », une « trinité » du « maître de la passion de st pierre le vieux » et un triptyque allemand du XVIe siècle. Il faut noter, au passage, que Pollet est le seul lyonnais à avoir possédé des primitifs allemands.
Entre paléochrétien, roman et byzantin, la confusion était d’ailleurs si grande qu’elle devenait propice à l’amalgame. Aussi, le roman lyonnais ne tardera-t-il pas à se parer du prestige de l’orient. Chargé en 1828 de la restauration de Saint-Martin d’Ainay, Jean Pollet y voyait la « reine byzantine » des églises de Lyon. Après lui, Pierre Bossan (1814-1888) devait bientôt abandonner le néogothique de ses premières réalisations (église de la Demi-lune, 1842, et de Saint Georges, 1844).
Cette austérité avait d’ailleurs incité en 1834 son propriétaire, M. de Fortis, à demander à l’architecte Pollet (1795-1839) de lui présenter un projet de restauration. Ce projet, dans le style troubadour de l’époque, nous est connu par une lithographie, mais n’a pas été réalisé. 
L’aménagement du quartier au sud de Bellecour ou bien rebâtir des édifices indispensables à une ville comme le Grand Théâtre (Chenavard et Pollet).
Il a été ensuite donné connaissance au comité de l’artiste du testament de M. Pollet ainsi conçu : « Je lègue au musée de Lyon tous les tableaux, objets d’arts qui seront jugés dignes d’y figurer par les personnes qui seront nommées par l’académie pour en faire le choix dans mon cabinet. Je désire que mon nom soit écrit au bas de chaque don, non pour satisfaire mes sentiments d’amour-propre, mais dans l’espoir et le désir d’avoir des imitateurs. »

## Réalisations
Il réalise les travaux d'architecture suivants :
- petite porte de l'église d'Ainay à Lyon ;
- restauration de l'église Saint-Nizier ;
- hospice de la Providence à Tarare ;
- église Sainte-Magdeleine, à Tarare ;
- église Notre-Dame-et-Saint-André de Ferney-Voltaire ;
- chapelle à Champvert ;
- entrée du cimetière de la Magdeleine, à la Guillotière ;
- maître-autel et chaire de l'église de Brou, à Bourg-en-Bresse ;
- façade latérale avec portail de l'hospice de la Charité, à Lyon ;
- restauration de la façade de l'ancienne église de Saint-George, à Lyon ;
- restauration de la façade de l'église d'Ainay ;
- tour-observatoire d'Adolphe Gouhenant à Fourvière[5] ;
- château de Saint-Julien à Siccieu-Saint-Julien-et-Carisieu ;
- opéra de Lyon, avec Antoine-Marie Chenavard.